# International Art Festival
International Art Festival er en årlig tilbagevendende kunstfestival med fokus på dansk og international kunst. På udstillingen udstiller primært kunstnere fra Nordeuropa. Begivenheden afholdes i Kerteminde på Fyn og har haft stor succes siden sin start i 2011.

## Den censurerede udstilling
Den censurerede del af festivalen består af ca. 40 kunstnere, som er udvalgt af arrangørerne. Vinderen af 2011 blev Anne Storåsli fra Norge.

## De inviterede kunstnere
På festivalen vil der være specielt inviterede kunstnere, som vil udstille og fortælle om deres værker. I 2012 vil de specielt inviterede kunstnere være Nadia Plesner fra Holland og Jens Galschiøt fra Danmark.